# PotPlayer
PotPlayer（韓語：팟플레이어），是韩国网路公司Kakao （原Daum Communications）开发的Microsoft Windows上的多媒体软体播放器，PotPlayer 因其广泛的设定和自订、轻量级特性以及对多种媒体格式的支援而受到赞誉，将PotPlayer称为「最佳媒体播放器」。TechRadar将其列为最好的免费影片播放器之一，并将其描述为「一个非常强大的影音程式」。
雖然PotPlayer與KMPlayer同屬一個開發者的產品，但它與KMPlayer所注重的地方並不同，PotPlayer可以在64位元Windows系統上運行。
在1.6.62377版本中，PotPlayer官方正式發布多國語言的穩定版安裝包，並且支援中文、英文、波蘭文、葡萄牙文以及俄语。
因该软件的官方网站托管于DAUM平台，中国大陆网络可能受防火长城（GFW）影响而无法正常访问。而在程序信息页面显示的官方网站则未受影响。

## 特點
- 捆綁多媒體文件的解碼器，不需要另外安裝解碼器也可以播放。
- 硬體加速，支持DXVA（DirectX Video Acceleration）。
- 提供更多的字幕輸出選項。
- 支持播放50MB以下的ZIP/RAR壓縮包內的多媒體內容。

## 侵权争议
PotPlayer使用FFmpeg的GPL代码作为解码库，但是在安装目录下的License文件中，声明其使用FFmpeg的LGPL部分并提供與二进制文件不对应的源码。由于开发者并不打算根据GPL协议进行开源，PotPlayer已被添加到FFmpeg的耻辱清单。

## 外部連結
- 官方网站